# 2008年夏季残疾人奥林匹克运动会自行车比赛
2008年夏季残疾人奥林匹克运动会自行车比賽于9月7日至9月14日举行，其中7日至10日在老山自行车馆进行场地自行车比赛，而12日至14在北京铁人三项赛场进行公路自行车比赛，比賽合共產生44枚金牌，其中场地赛21枚，公路赛23枚。

## 比赛分级
- 视觉障碍运动员：
  - 根据残障程度由重到轻分为B1~B3级。
- 肢体残障运动员：
  - 根据截肢及相关残障运动员的残障程度由轻到重分为LC1~LC4级。
- 脑瘫运动员：
  - 根据脑瘫运动员的严重程度由重到轻分为CP1~CP4级。
- 严重下肢残障：
  - 根据使用轮椅和手动自行车运动员的残障程度由重到轻分为HCA~HCC级。[1]

## 比賽項目
本届自行车比赛共设13个小项计44组比赛，其中场地7个、公路自行车各6个小项，场地自行车男子4个小项、女子3个小项，公路自行车男、女、混合各2个小项

### 场地自行车
- 男子1公里计时赛（LC1、LC2、LC3/4、CP4、CP3、B&VI）
- 男子个人追逐赛（LC1、LC2、LC3、LC4、CP4、CP3、B&VI）
- 男子个人冲刺赛（B&VI1-3）
- 男子团体冲刺赛（LC 1-4&CP 3-4）
- 女子500米计时赛（LC1/LC2/CP4、LC3/LC4/CP3）
- 女子1公里计时赛（B&VI1-3）
- 女子个人追逐赛（LC1/LC2/CP4、LC3/LC4/CP3、B&VI1-3）

### 公路自行车
- 男子个人公路赛（LC1/LC2/CP4、LC3/LC4/CP3、B&VI1-3、HCB、HCC）
- 男子个人计时赛（LC1、LC2、LC3、LC4、CP4、CP3、B&VI、HCA、HCB、HCC）
- 女子个人公路赛（B&VI1-3、HCA&HCB&HCC）
- 女子个人计时赛（LC1/LC2/CP4、LC3/LC4/CP3、B&VI1-3、HCA&HCB&HCC）
- 混合个人公路赛（CP1/CP2）
- 混合个人计时赛（CP1/CP2）

## 比赛规则
- 视觉障碍的运动员可以使用双人自行车参加比赛，运动员自己坐在后座，前座为一个视力健全的领骑员，无论运动员和领骑员都不能在同一天内不得参加两次比赛。
- 公路个人赛中，运动员需要根据自己组别佩戴不同颜色的头盔或头盔罩，以便裁判辨识。
- 公路个人计时赛中，运动员不能尾随其他级别的运动员，否则会被加罚时间或取消比赛资格。
- 团体竞速赛，每队由3名肢体残疾运动员组成。其中至少2名应为不同级别的LC运动员，并且全体队员级别数字之和不少于6。但CP3级运动员可以代替LC3级，CP4级可以代替LC2级。

## 參賽資格

### 运动员
- 参赛运动员必须在2008年9月6日之前年满18周岁，并在国际自行车联合会注册及拥有分级证。

### 领骑员
- 领骑员是协助视觉障碍运动员进行比赛的人士，所有18岁以上的持有国家协会发放的会员证的自行车运动员都可以成为领骑员，但他／她必须在过去的三年内没有代表所在的国家协会参加任何正式比赛及职业自行车运动。

### 資格賽名額
共有188名运动员（男子140名，女子48名）运动员可参加本次残奥会，各成员协会在任何个人单项上最多可派出3名运动员（联合级别可派出6人）参赛，但团体比赛只能派出1支队。

#### 男子
| 資格賽                             | 出線資格                                             | 总名額數量 | 備註 |
| ---------------------------------- | ---------------------------------------------------- | ---------- | ---- |
| 2006年国际残奥会自行车室内和公路赛 | 前40名                                               | 40個       |      |
| 2007年国际残奥会自行车室内和公路赛 | 通过积分因子计算                                     | 95个       |      |
| 外卡选手                           | 由国际残奥会委员会和国际残奥会委员会自行车委员会发放 | 5个        |      |
| 合计                               | 合计                                                 | 140个      |      |

#### 女子
| 資格賽                             | 出線資格                                             | 总名額數量 | 備註 |
| ---------------------------------- | ---------------------------------------------------- | ---------- | ---- |
| 2006年国际残奥会自行车室内和公路赛 | 前40名                                               | 20個       |      |
| 2007年国际残奥会自行车室内和公路赛 | 通过积分因子计算                                     | 23个       |      |
| 外卡选手                           | 由国际残奥会委员会和国际残奥会委员会自行车委员会发放 | 5个        |      |
| 合计                               | 合计                                                 | 48个       |      |

### 资格获得情况
- 以下名额不含男女各5名外卡选手[2][3]

| 国家地区残奥会 | 男子 | 女子 | 总计 |
| -------------- | ---- | ---- | ---- |
| 德国           | 11   | 4    | 15   |
| 西班牙         | 10   | 2    | 12   |
| 奥地利         | 9    | 2    | 11   |
| 捷克           | 8    | 1    | 9    |
| 法國           | 8    | 1    | 9    |
|                | 7    | 4    | 11   |
| 加拿大         | 7    | 2    | 9    |
| 英国           | 6    | 3    | 9    |
| 義大利         | 6    | 2    | 8    |
| 美国           | 6    | 4    | 10   |
| 日本           | 4    |      | 4    |
| 南非           | 4    | 2    | 6    |
| 比利时         | 3    |      | 3    |
| 瑞士           | 3    | 2    | 5    |
| 中国           | 3    | 4    | 7    |
| 哥伦比亚       | 3    |      | 3    |
| 斯洛伐克       | 3    |      | 3    |
| 爱尔兰         | 3    | 1    | 4    |
| 阿根廷         | 2    |      | 2    |
| 荷蘭           | 2    | 1    | 3    |
| 委內瑞拉       | 2    |      | 2    |
| 巴西           | 2    |      | 2    |
| 波蘭           | 2    | 1    | 3    |
| 羅馬尼亞       | 2    |      | 2    |
|                | 2    |      | 2    |
| 挪威           | 2    | 1    | 3    |
| 希腊           | 2    |      | 2    |
| 瑞典           | 2    |      | 2    |
| 斯洛維尼亞     | 1    |      | 1    |
| 瑞典           | 1    |      | 1    |
| 黎巴嫩         | 1    |      | 1    |
| 新西兰         | 1    | 3    | 4    |
| 白俄羅斯       | 1    | 1    | 2    |
| 以色列         | 1    |      | 1    |
| 丹麦           | 1    | 2    | 3    |
| 伊朗           | 1    |      | 1    |
|                | 1    |      | 1    |
| 葡萄牙         | 1    |      | 1    |
| 芬兰           | 1    |      | 1    |
| 布吉納法索     | 1    |      | 1    |
| 總计           | 134  | 43   | 177  |

## 各國獎牌榜

### 场地自行车
| 排名   | 国家／地区    | 金牌 | 银牌 | 铜牌 | 總數 |
| ------ | ------------- | ---- | ---- | ---- | ---- |
| 1      | 英国（GBR）   | 12   | 1    | 0    | 13   |
| 2      | （AUS）       | 3    | 4    | 6    | 13   |
| 3      | 美国（USA）   | 2    | 1    | 1    | 4    |
| 4      | 日本（JPN）   | 1    | 3    | 0    | 4    |
| 5      | 捷克（CZE）   | 1    | 2    | 2    | 5    |
| 6      | 意大利（ITA） | 1    | 0    | 1    | 2    |
| 6      | 新西兰（NZL） | 1    | 0    | 1    | 2    |
| 8      | 德国（GER）   | 0    | 4    | 2    | 6    |
| 9      | 中国（CHN）   | 0    | 3    | 3    | 6    |
| 10     | 西班牙（ESP） | 0    | 2    | 2    | 4    |
| 11     | 韩国（KOR）   | 0    | 1    | 0    | 1    |
| 12     | 比利时（BEL） | 0    | 0    | 1    | 1    |
| 12     | 加拿大（CAN） | 0    | 0    | 1    | 1    |
| 12     | 南非（RSA）   | 0    | 0    | 1    | 1    |
| 總計： | 總計：        | 21   | 21   | 21   | 63   |

### 公路自行车
| 排名   | 国家／地区      | 金牌 | 银牌 | 铜牌 | 總數 |
| ------ | --------------- | ---- | ---- | ---- | ---- |
| 1      | 英国（GBR）     | 5    | 2    | 0    | 7    |
| 2      | 美国（USA）     | 3    | 4    | 3    | 10   |
| 3      | 西班牙（ESP）   | 3    | 3    | 1    | 7    |
| 4      | 德国（GER）     | 3    | 2    | 2    | 7    |
| 5      | 瑞士（SUI）     | 2    | 0    | 0    | 2    |
| 6      | 法国（FRA）     | 1    | 1    | 2    | 4    |
| 6      | 意大利（ITA）   | 1    | 1    | 2    | 4    |
| 8      | 奥地利（AUT）   | 1    | 1    | 0    | 2    |
| 8      | 白俄罗斯（BLR） | 1    | 1    | 0    | 2    |
| 8      | 南非（RSA）     | 1    | 1    | 0    | 2    |
| 11     | 捷克（CZE）     | 1    | 0    | 2    | 3    |
| 12     | 波兰（POL）     | 1    | 0    | 1    | 2    |
| 13     | 荷兰（NED）     | 0    | 3    | 0    | 3    |
| 14     | （AUS）         | 0    | 1    | 1    | 2    |
| 15     | 芬兰（FIN）     | 0    | 1    | 0    | 1    |
| 15     | 罗马尼亚（ROU） | 0    | 1    | 0    | 1    |
| 15     | 斯洛伐克（SVK） | 0    | 1    | 0    | 1    |
| 18     | 日本（JPN）     | 0    | 0    | 2    | 2    |
| 18     | 黎巴嫩（LIB）   | 0    | 0    | 2    | 2    |
| 18     | 新西兰（NZL）   | 0    | 0    | 2    | 2    |
| 21     | 加拿大（CAN）   | 0    | 0    | 1    | 1    |
| 21     | 中国（CHN）     | 0    | 0    | 1    | 1    |
| 21     | 韩国（KOR）     | 0    | 0    | 1    | 1    |
| 總計： | 總計：          | 23   | 23   | 23   | 69   |

## 各項成績

### 场地自行车
| 項目 | 金牌                                                | 金牌                     | 银牌                                                    | 银牌                 | 铜牌                                                          | 铜牌                     |
| 男子1公里計時賽LC1级 | 马克·布里斯托 · 英国（GBR）                         | 1:08.873 WR              | 张魁东 · 中国（CHN）                                    | 1:10.475             | 沃尔夫冈·扎赫尔 · 德国（GER）                                 | 1:10.812                 |
| 男子1公里計時賽LC2级 | 乔迪·康迪 · 英国（GBR）                             | 1:05.466 WR              | 伊日·耶热克 · 捷克（CZE）                               | 1:11.182             | 郑元超 · 中国（CHN）                                          | 1:11.198                 |
| 男子1公里計時賽LC3/4级* | 西蒙·理查森 · 英国（GBR）                           | 1:14.936 1:14.936 LC3 WR | 藤田征树 · 日本（JPN）                                  | 1:17.314 1:17.314    | 格雷格·鲍尔 · （AUS）                                         | 1:21.157 1:17.681 LC4 WR |
| *賽事備註：因LC4级残障程度较LC3级高，因此LC4级运动员最终成绩为实际时间乘以95.718%，而LC3级运动员最终成绩即为其实际成绩。最終換算成績會以粗體顯示。                                                              |                                                     |                          |                                                         |                      |                                                               |                          |
| 男子1公里計時賽CP3级 | 达伦·肯尼 · 英国（GBR）                             | 1:08.668 WR              | 里克·瓦登 · 英国（GBR）                                 | 1:11.161             | 托马斯·克瓦斯尼奇卡 · 捷克（CZE）                             | 1:17.670                 |
| 男子1公里計時賽CP4级 | 石井雅史 · 日本（JPN）                              | 1:08.771 WR              | 伊日·鲍什卡 · 捷克（CZE）                               | 1:11.189             | 克里斯·斯科特 · （AUS）                                       | 1:12.229                 |
| 男子1公里計時賽B&VI级 | 英国（GBR） · 安东尼·卡佩斯 · 巴尼·斯托里（领骑员） | 1:02.864 WR              | （AUS） · 本·德梅里 · 肖恩·霍普金斯（领骑员）           | 1:03.718             | （AUS） · 基兰·莫德拉 · 泰森·劳伦斯（领骑员）                 | 1:04.053                 |
| 男子個人追逐賽LC1级 | 迈克尔·加拉格尔 · （AUS）                           | 4:43.279                 | 沃尔夫冈·扎赫尔 · 德国（GER）                           | 4:46.788             | 法比奥·特里博利 · 意大利（ITA）                               | 4:45.677                 |
| 男子個人追逐賽LC2级 | 安东尼·卡佩斯 · 捷克（CZE）                         | 4:46.999                 | 罗伯托·阿尔凯德 · 西班牙（ESP）                         | 4:50.318             | 让·布瓦延 · 比利时（BEL）                                     | 4:56.630                 |
| 男子個人追逐賽LC3级 | 西蒙·理查森 · 英国（GBR）                           | 3:49.214                 | 藤田征树 · 日本（JPN）                                  | 3:55.535             | 托比亚斯·格拉夫 · 德国（GER）                                 | 3:57.510                 |
| 男子個人追逐賽LC4级 | 保罗·维加诺 · 意大利（ITA）                         | 4:02.782                 | 米夏埃尔·托伊贝尔 · 德国（GER）                         | 4:10.113             | 胡安·何塞·门德斯 · 西班牙（ESP）                              | 4:14.984                 |
| 男子個人追逐賽CP3级 | 达伦·肯尼 · 英国（GBR）                             | 1:09.499 （1000米）      | 陈永植 · 韩国（KOR）                                    | OVL （被套圈）       | 让·凯维永 · 加拿大（CAN）                                     | 4:03.277                 |
| 男子個人追逐賽CP4级 | 克里斯·斯科特 · （AUS）                             | 3:40.144                 | 石井雅史 · 日本（JPN）                                  | 3:40.157             | 塞萨尔·内拉 · 西班牙（ESP）                                   | 3:45.753                 |
| 男子個人追逐賽B&VI级 | （AUS） · 基兰·莫德拉 · 泰森·劳伦斯（领骑员）       | 4:18.166 WR              | 西班牙（ESP） · 克里斯蒂安·本赫 · 戴维·廖拉多（领骑员） | OVL （被套圈）       | （AUS） · 布赖斯·林多雷斯 · 史蒂文·乔治（领骑员）             | 4:26.626                 |
| 男子個人衝刺賽B&VI1-3级 | 英国（GBR） · 安东尼·卡佩斯 · 巴尼·斯托里（领骑员） |                          | （AUS） · 本·德梅里 · 肖恩·霍普金斯（领骑员）           |                      | 南非（RSA） · 加文·基尔帕特里克 · 迈克尔·汤姆森（领骑员）     |                          |
| 男子團體衝刺賽LC1-4&CP3-4级 | 英国（GBR） · 马克·布里斯托 · 乔迪·康迪 · 达伦·肯尼 | 49.323                   | 中国（CHN） · 张魁东 · 张璐 · 郑元超                    | 50.480               | 捷克（CZE） · 伊日·鲍什卡 · 伊日·耶热克 · 托马斯·克瓦斯尼奇卡 | 52.379                   |
| 女子500米計時賽LC1/LC2/CP4级* | 珍妮弗·舒布尔 · 美国（USA）                         | 40.278 34.331 CP4 WR     | 叶娅萍 · 中国（CHN）                                    | 41.133 36.125 LC2 WR | 董静萍 · 中国（CHN）                                          | 41.996 36.882            |
| *賽事備註：因残障程度高低次序分別為CP4级、LC2级、LC1级，因此CP4级运动员最终成绩为实际时间乘以85.236%，LC2级运动员最终成绩为实际时间乘以87.825%，而LC1级运动员最终成绩即为其实际成绩。最終換算成績會以粗體顯示。 |                                                     |                          |                                                         |                      |                                                               |                          |
| 女子500米計時賽LC3/LC4/CP3级* | 葆拉·泰索列罗 · 新西兰（NZL）                       | 43.281 43.281 LC3 WR     | 纳塔莉·西马诺夫斯基 · 德国（GER）                       | 43.800 43.800        | 杰姆·帕里斯 · （AUS）                                         | 46.427 44.490 CP3 WR     |
| *賽事備註：因CP3级残障程度较LC3级及LC4級高，因此CP3级运动员最终成绩为实际时间乘以95.829%，而LC3级运动员最终成绩即为其实际成绩。最終換算成績會以粗體顯示。                                                       |                                                     |                          |                                                         |                      |                                                               |                          |
| 女子1公里計時賽B&VI1-3级 | 英国（GBR） · 艾琳·麦格林 · 埃伦·亨特（领骑员）     | 1:09.066 WR              | （AUS） · 费莉西蒂·约翰逊 · 凯蒂·帕克（领骑员）         | 1:10.465             | （AUS） · 琳迪·侯 · 托伊雷娅萨·加拉格尔（领骑员）             | 1:12.463                 |
| 女子個人追逐賽LC1/LC2/CP4级* | 萨拉·斯托里 · 英国（GBR）                           | 3:36.637 3:36.637 LC1 WR | 珍妮弗·舒布尔 · 美国（USA）                             | 4:02.758 3:36.867    | 董静萍 · 中国（CHN）                                          | 4:14.103 3:49.754        |
| *賽事備註：因残障程度高低次序分別為CP4级、LC2级、LC1级，因此CP4级运动员最终成绩为实际时间乘以89.335%，LC2级运动员最终成绩为实际时间乘以90.418%，而LC1级运动员最终成绩即为其实际成绩。最終換算成績會以粗體顯示。 |                                                     |                          |                                                         |                      |                                                               |                          |
| 女子個人追逐賽LC3/LC4/CP3级* | 芭布·巴肯 · 美国（USA）                             | 4:33.459 4:15.848        | 纳塔莉·西马诺夫斯基 · 德国（GER）                       | 4:19.396 4:19.396    | 葆拉·泰索列罗 · 新西兰（NZL）                                 | 4:26.080 4:26.080        |
| *賽事備註：因CP3级残障程度较LC3级及LC4級高，因此CP3级运动员最终成绩为实际时间乘以93.560%，而LC3级运动员最终成绩即为其实际成绩。最終換算成績會以粗體顯示。                                                       |                                                     |                          |                                                         |                      |                                                               |                          |
| 女子個人追逐賽B&VI1-3级 | 英国（GBR） · 艾琳·麦格林 · 埃伦·亨特（领骑员）     | 3:39.809                 | （AUS） · 琳迪·侯 · 托伊雷娅萨·加拉格尔（领骑员）       | 3:41.494             | 美国（USA） · 卡丽莎·惠特塞尔 · 麦肯齐·伍德林（领骑员）       | 3:41.521                 |
| *因部分比賽為不同級別的運動員爭奪1枚金牌，因此實際成績將乘以一個系數，得出其換算成績，並依照換算成績進行排名。                                                                                                  |                                                     |                          |                                                         |                      |                                                               |                          |

### 公路自行车
| 項目 | 金牌                                                            | 金牌              | 银牌                                                            | 银牌              | 铜牌                                                            | 铜牌              |
| 男子個人公路賽LC1/LC2/CP4级 | 法比奥·特里博利 · 意大利（ITA）                                 | 1:46:03.08        | 胡安·何塞·门德斯 · 法国（FRA）                                  | 1:46:03.39        | 安东尼·扎恩 · （AUS）                                           | 1:46:03.52        |
| 男子個人公路賽LC3/LC4/CP3级 | 达伦·肯尼 · 英国（GBR）                                         | 1:37:00.74        | 哈维尔·奥乔亚 · 西班牙（ESP）                                   | 1:37:02.48        | 托马斯·克瓦斯尼奇卡 · 捷克（CZE）                               | 1:38:01.19        |
| 男子個人公路賽B&VI1-3级 | 波兰（POL） · 安杰伊·扎永茨 · 达留什·弗拉克（领骑员）           | 2:14:44           | 芬兰（FIN） · 亚尔莫·奥兰凯托 · 马尔科·特尔梅宁（领骑员）       | 2:14:45           | 法国（FRA） · 奥利维耶·东瓦尔 · 约翰·萨科曼迪（领骑员）         | 2:14:49           |
| 男子個人公路賽HCB级 | 海因茨·弗赖 · 瑞士（SUI）                                       | 1:28:25.00        | 马克斯·韦伯 · 德国（GER）                                       | 1:28.26.00        | 爱德华·马卢夫 · 黎巴嫩（LIB）                                   | 1:28.26.00        |
| 男子個人公路賽HCC级 | 恩斯特·范迪克 · 南非（RSA）                                     | 1:21:40.00        | 亚历杭德罗·阿尔沃尔 · 美国（USA）                               | 1:21.41.00        | 奥兹·桑切斯 · 美国（USA）                                       | 1:21.41.00        |
| 男子個人計時賽LC1级 | 沃尔夫冈·扎赫尔 · 德国（GER）                                   | 34:41.62          | 沃尔夫冈·艾贝克 · 奥地利（AUT）                                 | 34:52.20          | 法比奥·特里博利 · 意大利（ITA）                                 | 35:23.70          |
| 男子個人計時賽LC2级 | 伊日·耶热克 · 捷克（CZE）                                       | 33:36.70          | 卡罗尔·爱德华·诺瓦克 · 罗马尼亚（ROU）                          | 34:04.60          | 罗伯托·阿尔凯德 · 西班牙（ESP）                                 | 34:18.86          |
| 男子個人計時賽LC3级 | 洛朗·蒂里奥内 · 法国（FRA）                                     | 38:00.31          | 西蒙·理查森 · 英国（GBR）                                       | 38:23.73          | 藤田征树 · 日本（JPN）                                          | 38:38.96          |
| 男子個人計時賽LC4级 | 米夏埃尔·托伊贝尔 · 德国（GER）                                 | 38:46.79          | 胡安·何塞·门德斯 · 西班牙（ESP）                                | 39:54.68          | 安东尼·扎恩 · 美国（USA）                                       | 41:08.21          |
| 男子個人計時賽CP3级 | 哈维尔·奥乔亚 · 西班牙（ESP）                                   | 37:26.47          | 达伦·肯尼 · 英国（GBR）                                         | 37:38.42          | 陈永植 · 韩国（KOR）                                            | 38:45.83          |
| 男子個人計時賽CP4级 | 塞萨尔·内拉 · 西班牙（ESP）                                     | 35:53.98          | 克里斯·斯科特 · （AUS）                                         | 35:55.99          | 石井雅史 · 日本（JPN）                                          | 36:10.20          |
| 男子個人計時賽B&VI1-3级 | 西班牙（ESP） · 克里斯蒂安·本赫 · 戴维·廖拉多（领骑员）         | 32:01.12          | 荷兰（NED） · 阿尔弗雷德·斯特尔曼 · 雅科·泰特拉尔（领骑员）     | 32:28.15          | 波兰（POL） · 克日什托夫·科西科夫斯基 · 阿图尔·科尔茨（领骑员） | 32:50.31          |
| 男子個人計時賽HCA级 | 沃尔夫冈·沙陶尔 · 奥地利（AUT）                                 | 29:57.77          | 拉斯蒂斯拉夫·图雷切克 · 斯洛伐克（SVK）                         | 30:53.09          | 阿兰·基泰 · 法国（FRA）                                         | 31:17.72          |
| 男子個人計時賽HCB级 | 海因茨·弗赖 · 瑞士（SUI）                                       | 22:06.23          | 维托里奥·波德斯塔 · 意大利（ITA）                               | 22:12.06          | 爱德华·马卢夫 · 黎巴嫩（LIB）                                   | 22:12.91          |
| 男子個人計時賽HCC级 | 奥兹·桑切斯 · 美国（USA）                                       | 20:16.52          | 何塞·比森特·阿索 · 西班牙（ESP）                                | 20:36.91          | 亚历杭德罗·阿尔沃尔 · 美国（USA）                               | 20:59.49          |
| 女子個人公路賽B&VI1-3级 | 白俄罗斯（BLR） · 伊琳娜·费奥托娃 · 阿廖娜·德拉兹多娃（领骑员） | 1:55:35           | 美国（USA） · 卡丽莎·惠特塞尔 · 麦肯齐·伍德林（领骑员）         | 1:58.35           | 加拿大（CAN） · 热纳维耶芙·韦莱 · 玛蒂尔德·于潘（领骑员）       | 2:01.17           |
| 女子個人計時賽HCA/HCB/HCC级* | 蕾切尔·莫里斯 · 英国（GBR）                                     | 25:39.22 20:57.09 | 莫妮克·范德福斯特 · 荷兰（NED）                                 | 23:40.64 23:40.64 | 多萝特·菲特 · 德国（GER）                                       | 23:41.95 23:41.95 |
| *賽事備註：由於残障程度高低依次為HCA级、HCB级、HCC级，而沒有HCA級運動員參加比賽，因此HCB级运动员最终成绩为实际时间乘以81.671%，HCC级运动员最终成绩即为其实际成绩。最終換算成績會以粗體顯示。                                                                  |                                                                 |                   |                                                                 |                   |                                                                 |                   |
| 女子個人計時賽LC1/LC2/CP4级* | 萨拉·斯托里 · 英国（GBR）                                       | 37:16.65 37:16.65 | 珍妮弗·舒布尔 · 美国（USA）                                     | 40:42.28 38:38.94 | 周菊芳 · 中国（CHN）                                            | 39:30.84 39:30.84 |
| *賽事備註：由於残障程度高低次序分別為LC2级、CP4级、LC1级，因此LC2级运动员最终成绩为实际时间乘以93.336%，CP4级运动员最终成绩为实际时间乘以94.950%，而LC1级运动员最终成绩即为其实际成绩。最終換算成績會以粗體顯示。                                             |                                                                 |                   |                                                                 |                   |                                                                 |                   |
| 女子個人計時賽LC3/LC4/CP3级* | 芭布·巴肯 · 美国（USA）                                         | 44:45.17 42:28.73 | 艾莉森·琼斯 · 美国（USA）                                       | 44:42.88 44:42.88 | 葆拉·泰索列罗 · 新西兰（NZL）                                   | 45:00.92 45:00.92 |
| *賽事備註：由於CP3级残障程度较LC3级及LC4級高，而沒有LC4級運動員參加比賽，因此CP3级运动员最终成绩为实际时间乘以94.919%，而LC3级运动员最终成绩即为其实际成绩。最終換算成績會以粗體顯示。                                                                        |                                                                 |                   |                                                                 |                   |                                                                 |                   |
| 女子個人計時賽B&VI1-3级 | 美国（USA） · 卡丽莎·惠特塞尔 · 麦肯齐·伍德林（领骑员）         | 36:14.87          | 白俄罗斯（BLR） · 伊琳娜·费奥托娃 · 阿廖娜·德拉兹多娃（领骑员） | 36:58.98          | 新西兰（NZL） · 杰恩·帕森斯 · 安娜莉莎·法雷尔（领骑员）         | 38:40.40          |
| 女子個人公路賽HCA&HCB&HCC级 | 安德烈娅·埃斯考 · 德国（GER）                                   | 1:13:00.57        | 莫妮克·范德福斯特 · 荷兰（NED）                                 | 1:13.00.70        | 多萝特·菲特 · 德国（GER）                                       | 1:13.27.73        |
| 混合個人公路賽CP1/CP2级 | 戴维·斯通 · 英国（GBR）                                         | 45:05.33          | 里安·内尔 · 南非（RSA）                                         | 48:32.85          | 乔治·法罗尼 · 意大利（ITA）                                     | 48:34.13          |
| 混合個人計時賽CP1/CP2级* | 戴维·斯通 · 英国（GBR）                                         | 22:14.86 22:14.86 | 芭芭拉·魏泽 · 德国（GER）                                       | 28:52.76 23:28.33 | 玛尔凯塔·马茨科娃 · 捷克（CZE）                                 | 29:10.38 23:42.65 |
| *賽事備註：由於CP1级残障程度较CP2級高，男女運動員的體力亦有差別，而且沒有CP1级女運動員參加比賽，因此CP1级男运动员最终成绩为实际时间乘以76.768%，CP2级女运动员最终成绩为实际时间乘以81.277%，而CP2级男运动员最终成绩即为其实际成绩。最終換算成績會以粗體顯示。 |                                                                 |                   |                                                                 |                   |                                                                 |                   |
| *因部分比赛为不同级别的运动员争夺1枚金牌，因此实际成绩将乘以一个系数，得出其换算成绩，并依照换算成绩进行排名。 |                                                                 |                   |                                                                 |                   |                                                                 |                   |

## 外部連結
- 本屆残奧会各項項目比賽時間表
- . BOCOG.   [2008-07-08]. （原始内容 (htm)存档于2008-09-06）.
- 国际残奥会官方网站（页面存档备份，存于）
- 国际自行车联合会（页面存档备份，存于）